# 弦間正彦
弦間 正彦（げんま まさひこ）は、日本の農学者。専門は農業経済学。早稲田大学社会科学部教授。早稲田大学地域・地域間研究機構長を経て、学校法人早稲田大学理事。

## 人物・経歴
東京農工大学農学部卒業。ミネソタ大学大学院博士課程修了、Ph.D.（博士号）取得。早稲田大学社会科学部教授や、早稲田大学地域・地域間研究機構長を経て、2018年学校法人早稲田大学理事（国際担当）、株式会社早稲田大学プロパティマネジメント取締役。